# Marketing
Marketing je profitabilno zadovoljenje potreba. Predstavlja dinamično područje poslovne ekonomije koja počiva na tržišnoj razmjeni. Marketing ima ključnu ulogu u uspjehu poduzeća i usmjerava pažnju menadžera na privlačenje i zadržavanje potrošača.
American Marketing Association marketing definira kao "aktivnost, skup institucija i procesa stvaranja, komunikacije, isporuke i razmjene ponuda, a koje imaju vrijednost za potrošače, klijente, partnere i društvo u cjelini".
"Marketing je društveni i upravljački proces koji putem stvaranja, ponude i razmjene proizvoda od vrijednosti s drugima, pojedinci i grupe dobivaju ono što im je potrebno ili što žele" - Phillip Kotler
Marketing se bavi potrebama ljudi i pronalazi načine zadovoljenja tih potreba. Također pronalazi i potrebe kojih potrošači u danoj točki vremena još nisu svjesni(!),što odgovara Marxovoj ideji da kapitalisti, u trci za povećanjem profita,stvaraju stalno nove proizvode koje ljudi počinju kupovati, uzimajući sve veći dio njihovog dohotka (Marx: "Potreba stvara proizvod, ali i proizvod stvara potrebu"); te također pomaže u oblikovanju proizvoda za njihovo zadovoljenje 

## Faze u razvoju marketinga
Razvoju marketinga prethodilo je nekoliko faza:
1. Proizvodna koncepcija
2. Koncepcija proizvoda
3. Prodajna koncepcija
4. Koncepcija marketinga
5. Koncepcija potrošača
6. Koncepcija društvenog marketinga

1. Proizvodna koncepcija okrenuta je proizvodu. Ona pretpostavlja da će potrošač favorizirati one proizvode koji su šire dostupni po nižoj cijeni. Menadžeri se usredotočuju na visoku učinkovitost, masovnu proizvodnju, niže fiksne troškove i varijabilne troškove.
2. Koncepcija proizvoda temelji se na pretpostavci da visokovalitetan proizvod sam pronalazi kupca. Prodajni koncept bazira se na agresivnoj promociji i prodaji. Polazi od pretpostavke da se sve može prodati samo treba proizvod agresivno nuditi kupcu. Naravno, primjetno je da ovaj koncept i može imati smisla u slučajevima kada je potražnja veća od ponude datog proizvoda, što je danas vrlo rijedak slučaj. Koncepcija često rezultira pojavom marketinške miopije.
3. Prodajna koncepcija usmjerena je na realizaciju transakcija prodaje, a ne na izgradnju dugoročnih profitabilnih odnosa s potrošačima. 
4. Koncepcija marketinga naglašava analizu potrošača. Elementi marketinškog miksa prilagođavaju se potrebama i željama potrošača. Glavno obilježje ove koncepcije je da ponuda nadmašuje potražnju te je jaka konkurencija. Stoga poduzeća moraju prilagoditi proizvode i usluge potražnji tj. potrošačima.
5. Koncepcija potrošača ima naglasak na personalizaciju ponude prema obilježjima potrošača. Počiva na masovnoj prilagodbi proizvoda (kustomizaciji).
6. Koncepcija društvenog marketinga temelji se na društvenoj odgovornosti i brizi o zaštiti okoliša, ograničenim prirodnim resursima, brzom rastu stanovništva i dr. Cilj je ostvariti ravnotežu između profita poduzeća, želja 
potrošača i zahtjeva društva.

## Tri dugoročna trenda
Tri su dugoročna trenda koji mijenjaju marketing i potiču marketinške stručnjake na radikalne promjene kako bi išli ukorak s promjenama u okruženju, a to su:
- tehnološki trend
- socioekonomski trend
- geopolitički trend.

Marketing na te promjene odgovara uglavnom novim oblicima prilagodbe potrošačima i digitalizacijom.

## Marketinški miks
Često nazivan 4P, marketinški miks je način kako ostvariti planirane ciljeve. Predstavlja specifičnu kombinaciju elemenata koje se koriste za istovremeno postizanje ciljeva poduzeća i zadovoljenje potreba i želja ciljnih tržišta. Sastoji se od četiri osnovne varijable koje je grupirao E. Jerome McCarthy.
Varijable 4P:
1. proizvod
2. cijena
3. promocija
4. prodaja i distribucija

Profitna formula 4P mijenja svoju funkciju na tržištima poslovne potrošnje te se pretvara u upravljanje odnosima, procesima i interakcijama.
U okviru svake temeljne varijable, marketinški stručnjaci mogu izabrati brojne kombinacije pripadajućih im elemenata pa se tako govori o proizvodnom, cjenovnom, promotivnom te prodajnom i distribucijskom miksu kao sastavnim dijelovima marketinškog miksa.
S perspektive poduzeća marketing miks kombinira i kontrolira elemente marketinga kojima će djelovati na ciljnom tržištu/segmentu, dok s perspektive kupca je kombinacija elemenata marketinga koji kupcima moraju isporučiti očekivane koristi od proizvoda.

## Marketinška etika
Pod definicijom marketinške etike ulaze svi principi, vrijednosti i standardi ponašanja koje moraju slijediti marketinški stručnjaci. Etika zahvaća područja svih marketinških funkcija i aktivnosti.
Problemi vezani uz etiku u marketingu stari su kao i sam marketing. Naime, unatoč postojanju principa, vrijednosti i standarda javlja se problem njihove jedinstvenosti – koncept etike i poslovnog morala razlikuje se od kulture do kulture. Marketinški stručnjaci moraju se voditi etičkim načelima i brinuti o činjenici da su etički standardi različito prihvaćeni u različitim kulturama.

### Konzumerizam
Konzumerizam je organizirani pokret građana i vladinih agencija s ciljem unapređenja prava i snage potrošača u odnosu prema prodavačima. Ralph Nader dao je najveći doprinos razvoju konzumerizma.
Osnovni vidovi zaštite potrošača odnose se na:
- nepovoljnu kvalitetu i osobine proizvoda i usluga
- nerealnu cijenu proizvoda i usluga
- persuazivnost promocijskih aktivnosti
- neadekvatnu i nesuvremenu prodaju i distribuciju proizvoda

Zakon o zaštiti potrošača Republike Hrvatske donesen je 29.svibnja 2003. godine.
Etički kodeks je skup pravila i standarda ponašanja kojih se moraju pridržavati zaposlenici poduzeća o čijem se kodeksu radi. Etički kodeks je od velikog značaja za poslovanje poduzeća jer će svako poduzeće koje posluje etično biti prepoznato kao poželjni partner i potrošačima i poslovnim subjektima i biti shvaćeno kao društveno odgovorno.

## Istraživanje tržišta
Istraživanje tržišta je srž sustava donošenja odluka u upravljanju marketingom. Istraživanja tržišta mogu se promatrati kao pretežito projektno orijentirana, i to za prikupljanje unaprijed određenih podataka u svrhu dobivanja unaprijed određenih informacija. Istraživanje tržišta, kao i MIS- marketinški informacijski sustav, pruža potporu donošenju marketinških odluka. 
Prema jednostavnoj definiciji, istraživanje tržišta je unaprijed osmišljeni (planirani) proces prikupljanja i analiziranja podataka, u svrhu pružanja informacija bitnih za donošenje marketinških odluka o upravljanju marketingom.
Istraživački proces uključuje faze:
- Definiranje cilja istraživanja
- Prikupljanje i vrednovanje sekundarnih podataka
- Dizajniranje primarnog istraživanja
- Prikupljanje primarnih podataka
- Obrada, analiza i interpretacija prikupljenih podataka
- Sastavljanje izvješća istraživanja

Osnovne metode istraživanja:
1. Izviđajna (eksplorativna) metoda
2. Opisna (deskriptivna) metoda
3. Uzročna (kauzalna) metoda

## Ponašanje potrošača
Ponašanje potrošača je proces pribavljanja i konzumiranja proizvoda, usluga i ideja od potrošačke jedinice.
Uključuje i poslijeprodajne procese koji obuhvaćaju vrednovanje i poslijeprodajno ponašanje. Pod potrošačkom jedinicom smatra se pojedinac ili kućanstvo koje donosi odluku. Ova definicija upućuje na zaključak da je riječ o procesu. 
Postoje tri faze koje čine cjelinu ponašanja potrošača:
1. Faza kupnje – tu se razmatraju čimbenici koji utječu na izbor proizvoda ili usluga.
2. Faza konzumiranja – bavi se procesom konzumiranja i stjecanja iskustvom koje ima značenje za buduće ponašanje.
3. Faza odlaganja – odluka potrošača o tome što da učini s iskorištenim proizvodom ili onim što je ostalo od njega.

Ponašanje potrošača je pod utjecajem:
1. Društvenih čimbenika
- Kultura i potkulture
- Društveni staleži
- Referentne grupe
- Obitelj
- Osobni utjecaji
- Situacijski čimbenici

2. Osobnih čimbenika
- Motivi i motivacija
- Percepcija
- Stavovi
- Obilježja ličnosti, vrijednosti i stil života
- Znanje

3. Psiholoških procesa
- Prerada informacija
- Učenje
- Promjena stavova i ponašanja
- Osobni utjecaji

Proces donošenja odluke o kupovini znatno varira po svojoj kompleksnosti. Stoga se svi procesi donošenja odluke o kupovini mogu kategorizirati u rasponu od rutinske kupovine preko modificirane do ekstenzivnog rješavanja problema.
Na tržištu osobne potrošnje proces se dijeli u nekoliko faza:
1. Spoznaja problema
2. Traženje informacija
3. Vrednovanje alternativa
4. Odluka o kupovini
5. Poslijekupovni procesi

## Segmentacija tržišta
Cijeli proces sastoji se od koraka:
1. Segmentacija tržišta
- Određivanje značajki i kriterija odabira segmenata
- Utvrđivanje dobivenih segmenata

2. Određivanje ciljnog segmenta
- Odabir segmenta koji će se opsluživati proizvodima i uslugama

3. Pozicioniranje
- Odabir ciljeva pozicioniranja u svakom od odabranih ciljnih segmenata
- Određivanje marketinškog miksa kojim će se opsluživati segment i ući u konkurentsku borbu na ciljnom tržištu

### Segmentacija
Segmentacija je strategija osmišljavanja i primjenjivanja različitih marketinških programa kojima se namjerava podmirivati istovjetne potrebe i želje različitih segmenata potrošača. Svaki segment potrošača ima jedinstvenu potražnju stoga poduzeća nastoje prodavati proizvod tako da udovoljavaju manje ili više sličnim zahtjevima istog segmenta potrošača.
Razvojne etape u segmentaciji tržišta
Ovise o prevladavajućim okolnostima na tržištu i moguće ih je promatrati putem sljedećih stanja:
- Nediferencirani (masovni) marketing – podrazumijeva traženje proizvoda/usluga s istim marketinškim miksom na cijelom tržištu (svim mogućim segmentima potrošača)
- Proizvodno diferencirani marketing – je pristup u kojem poduzeće kreće širokim asortimanom osnovnog proizvoda s namjerom da potrošači imaju dovoljan izbor te da će se na neki način sami svrstati u skupine koje preferiraju pojedine proizvode
- Ciljni marketing – podrazumijeva određivanje segmenata potrošača koje se želi opsluživati te određivanje marketinškog miksa kojim će to ostvariti

Moguće je govoriti i o totalnoj segmentaciji tržišta, što znači, da se za svakog pojedinačnog potrošača nudi i pojedinačni proizvod
Prema Kotleru o marketingu se danas razmišlja kao o procesu segmenting (segmentacija), targeting (ciljno usmjeravanje) i positioning (pozicioniranje), koji on naziva STP marketingom.
Proces segmentacije tržišta
Tri su glavna pristupa u otkrivanju tržišnih segmenata i mjerenju razlika koje između njih postoje. To su:
1. A priori pristup – za osnovu segmentacije uzima lako uočljive osobine kao što su zemljopisni i demografski podaci, potom prikupljanjem dodatnih podataka obogaćuje informacije o tim segmentima. Ovim pristupom se zna vrsta i broj segmenata jer se unaprijed određuju osobine prema kojima se potrošači svrstavaju u segmente.
2. Segmentacija uz pomoć istraživanja tržišta -  potrošači se svrstavaju u skupine na osnovi istraživanja, a skupine su formirane na temelju nekih drugih, odabranih obilježja. Postupak je obrnut od a priori pristupa jer polazi se od stvarnog ponašanja, a nakon toga se utvrđuju eventualne sličnosti obilježja (npr. demografska obilježja). Broj segmenata nije unaprijed poznat.
3. Hibridni model - kombinacija a priori segmentacije i segmentacije prema skupinama. Iskorištava oba kriterija pa stanovništvo najprije dijeli prema nekom demografskom obilježju a tek onda na osnovi rezultata istraživanja tržišta.

### Određivanje ciljnog segmenta
Ciljno tržište podrazumijeva one segmente potrošača koje poduzeće namjerava opsluživati. Upravo određivanje tih segmenata je bit procesa koji se naziva određivanjem ciljnog tržišta.
Poduzeće može odrediti tri marketinške strategije da pokrije svoja ciljna tržišta:
1. Nediferencirani marketing – strategija poduzeća kojom na cjelokupno tržište nastupa s jedinstvenim marketinškim miksom jer ocjenjuje da će tako ostvariti veće koristi.
2. Koncentrirani marketing – strategija kojom se poduzeće usmjerava na nekoliko, što je moguće sličnijih, segmenata potrošača.
3. Diferencirani marketing – strategija kojom poduzeće pokriva sve segmente zasebnim marketinškim miksevima.

### Pozicioniranje
Pozicioniranje podrazumijeva traženje onih proizvoda koje kupci očekuju tj. to je prilagodba svih marketinških aktivnosti (cijelog marketinškog miksa) očekivanjima potrošača u pojedinim segmentima. 
Kod pozicioniranja su moguća tri izbora:
1. Provođenje aktivnosti radi jačanja trenutne pozicije u predodžbi potrošača.
2. Provođenje aktivnosti radi zauzimanja slobodnog prostora (segmenta potrošača) koje još nitko nije zauzeo a za koje postoji poslovna opravdanost da se zauzme.
3. Provođenje aktivnosti radi repozicioniranja, odnosno zauzimanja povoljnije pozicije.

## Upravljanje marketingom
"Upravljanje marketingom je vještina i znanost izbora ciljnih tržišta i pridobivanja, zadržavanja i razvoja kupaca putem stvaranja, isporuke i priopćavanje superiorne vrijednosti za kupce. 
Upravljanje marketingom sastoji se od analize, planiranja, provođenja i vrednovanja programa oblikovanih radi stvaranja, izgrađivanja i održavanja obostrano korisne razmjene i odnosa s ciljnim tržištima."- Philip Kotler

### Planiranje marketinga
Planiranje marketinga je dio upravljačkog procesa koji nastoji kontrolirati buduću situaciju organizacije tako što utvrđuje određene ciljeve i najdjelotvornija sredstva kako bi se oni ostvarili.
Faze procesa planiranja: 
1. Analiza situacije – analizira se makrookružje: gospodarski, demografski, društveni, kluturni, pravni, politički, tehnološli i drugi čimbenici, te čimbenici mikrookružja, naročito konkurencija. Nakon što su prikupljeni i analizirani potrebni podaci, slijedi sažimanje svih važnih nalaza u obliku definiranja jakosti i slabosti organizacije te povoljnih prilika i prijetnji.
2. Utvrđivanje ciljeva – marketinškim ciljevima označavaju se specifični, mjerljivi rezultati koji se očekuju kao rezultat marketinških aktivnosti. Utvrđivanje ciljeva predstavlja kritičnu fazu planiranja jer na temelju njih određuje se potrebna strategija i taktika.
Kriteriji dobro definiranih ciljeva:
- Mjerljivost
- Ciljevi moraju biti realni
- Ciljevi trebaju predstavljati određeni izazov, ali i biti ostvarivi
- Ciljevi moraju biti konzistentni
- Ciljevi moraju biti fleksibilni

3. Izbor ciljnog tržišta – većina poduzeća usmjerava svoje strategije prema više ciljnih tržišta. Za svako tržište se oblikuje prikladan marketinški splet. Temeljem provedene analize situacije odlučuje se koja će tržišta opsluživati.
4. Oblikovanje strategija – strategije marketinškog miksa predstavljaju različite kombinacije 7 P-a.

### Provedba plana
Prije samog procesa provedbe plana potrebno je osigurati osnovne preduvjete koji čine ključne čimbenike uspjeha cjelokupnog procesa.
Ključni elementi uspjeha procesa planiranja:
- Nužan je djelotvoran informacijski sustav
- Treba postojati podrška svih razina uprave i zaposlenih u poduzeću
- Valja osigurati koordiniranu suradnju svih razina poduzeća
- Svaki član organizacije mora znati svoja specifična zaduženja i vremenski raspored
- Jasno definiranje odgovornosti
- Plan nije nešto što vrijedi jednom i zauvijek - potrebno ga je periodično revidirati u skladu s promijenjenim uvjetima koje nije moguće kontrolirati.

### Vrednovanje ostvarenja
Moraju se utvrditi metode i odgovorne osobe koje će mjeriti napredak u ostvarenju zacrtanih ciljeva.
Za proces upravljanja marketingom nužno je praćenje rezultata ostvarivanja plana kako bi se u slučaju potrebe mogla obaviti potrebna prilagođavanja plana. Praćenje rezultata može se obavljati putem unutarnjih izvora informacija ili prikupljanjem vanjskih podataka putem terenskih istraživanja.

## Marketing neprofitnih organizacija
Neprofitne organizacije su one koje nastoje doprinositi interesima društva, ali im osnovna svrha postojanja nije ostvarivanje profita.
Primjena marketinga u neprofitnim organizacijama je višestruko korisna:
- Identificiranje svih sudionika/ciljnih grupa u djelovanju organizacije i utvrđivanje njihovih potreba
- Uspješnije zadovoljavanje utvrđenih potreba sudionika/ciljnih grupa
- Kvalitetnija osiguravanja resursa za djelovanje i osiguravanje financijske stabilnosti
- Snižavanje troškova djelovanja
- Osmišljavanje programa komunikacije organizacije s okružjem

Moguća područja primjene marketinga u neprofitnim organizacijama:
- Prikupljanje sredstava - može se organizirati kao dugoročno (plansko) ili povremeno (ad hoc). Najčešće se odnosi na akcije prikupljanja sredstava od građana, posebne manifestacije (eventi), članarine, redovite priloge poduzeća i građana te velike donacije.
- Organizacija evenata - prikupljanje sredstava (dobrotvorni koncert za nabavu medicinske opreme), upoznavanje okružja s organizacijom, aktivnostima i zainteresiranošću za zajednicu, razvoj osnova za druge oblike prikupljanja sredstava,  stvaranje zajedništva kod zaposlenika/volontera, iskazivanje zahvalnosti i pažnje sponzorima, donatorima i ostalim važnim pojedincima i organizacijama s kojima organizacija surađuje.
- Lobiranje - skup aktivnosti koje neprofitne organizacije provode kako bi utjecale na zakonodavna tijela, državnu ili lokalnu upravu u vlastitom interesu ili interesu onih koje zagovaraju.
- Odnosi s javnošću - neprofitne se organizacije nastoje diferencirati od konkurenata i javljaju se sve češće kritike djelovanja neprofitnih organizacija. Obuhvaća: redovite tiskovne konferencije, redovite kontakte i pozive medijima da zabilježe sve veći uspjeh i ostvareni rezultat, intervjue vodstva organizacije u novinama.

Tek od 1997.g. marketing neprofitnih organizacija izučava se kao zasebna cjelina.

## Interni marketing
Interni marketing podrazumijeva marketinške napore poduzeća usmjerene prema zaposlenicima s ciljem izbora, motiviranja i zadržavanja najboljih ljudi koji će obavljati svoje poslove na najbolji mogući način.
Ako se usvoji i primjenjuje u poduzeću, interni marketing vodi dugoročnom rastu i uspjehu bez obzira na djelatnost kojom se poduzeće bavi.
Dva su temeljna cilja:
1. Motivirati zaposlenike da poslove obavljaju kao stručnjaci koji su orijentirani na potrošača i koncentrirani na uslugu te kako mogu uspješno ispuniti svoje obveze
2. Privući i zadržati dobre zaposlenike

Interni marketing uključuje programe namijenjene zaposlenicima i njihovu razvoju. Usmjeren je na pronalaženje, motiviranje i zadržavanje prema potrošaču orijentiranih zaposlenika, a jako je važan za radno intenzivna, posebno uslužna poduzeća jer znanje, stručnost, aktivnosti i ponašanje zaposlenika čine proizvod koji potrošači kupuju na eksternom tržištu. 
Neki kritičari internog marketinga tvrde da je to sinonim za upravljanje ljudskim potencijalima, ali istraživanja pokazuju da se oni razlikuju.
Upravljanje ljudskim potencijalima je širi pojam od internog marketinga i ima 4 značenja: znanstvena disciplina, menadžerska funkcija, posebna poslovna funkcija u organizaciji i specifična filozofija managementa.

## Internet marketing
Internet marketing je korištenje Interneta i drugih digitalnih tehnologija za ostvarenje marketinških ciljeva kao i podrška suvremenom marketinškom konceptu. 
Najvažnije Internet usluge za Internet marketing su:
- Elektronička pošta - poduzeća i pojedinci ju koriste u direktnoj i osobnoj komunikaciji s potrošačima jer tehnologija omogućuje visok stupanj personalizacije. No, brojne su zlouporabe elektroničke pošte- korisnici su često zasipani neželjenim porukama (tzv. spam) kojima poduzeća pokušavaju doći do potencijalnih potrošača.
- World Wide Web - dominantna Internet usluga i mjesto većine marketinških aktivnosti poduzeća na Internetu. Danas skoro nema poduzeća koje ne održava vlastite web stranice. Nekima one služe za promociju svoje djelatnosti ili pružanje dodatnih usluga, dok druga poduzeća koriste web stranice kao srž svoga poslovanja.
- Diskusijske grupe (news grupe)
- Chat
- Blog

Elektroničko trgovanje je kupnja i prodaja proizvoda te pružanje i korištenje usluga putem Interneta. Uključuje predstavljanje proizvoda i usluga, naručivanje, plaćanje i podršku potrošačima putem weba. Uži je pojam od Internet marketinga jer označava samo dio ukupnog procesa razmjene, tj. samu transakciju.
Vezano uz identitet marke na Internetu poduzeće može:
- koristiti postojeću marku
- koristiti postojeću marku s izmjenama
- ući u partnerstvo s poduzećem koje već posjeduje razvijenu marku na Internetu
- razviti novu marku na Internetu

### Banner oglasi
Oglašavanje putem banner oglasa najčešći je oblik oglašavanja na Internetu. Radi se o dinamičnim ili statičnim slikama na web stranicama, a prikazuju oglašivačku poruku poduzeća. Oni su ujedno i linkovi pa klikom na njega otvara nam se web stranica tog poduzeća. Banner oglasi su u početku imali standardiziranu veličinu 468x60 piksela, ali danas ih ima svih veličina i varijacija.
- Pop-up i pop-under prozori su oglasi koji se otvaraju paralelno s učitanom web stranicom, ali u zasebnom okviru te često irirtitaju korisnike.
- Interstitial oglasi pojavljuju se između dvije web stranice. Otvaraju se dok prelazimo s jedne stranice na drugu te također iritiraju korisnike.
- Rich media oglasi su oni koji koriste animaciju, zvuk i interaktivne elemente. Omogućuju visok stupanj kreativnosti i zapaženi su.

## Poveznice
- Politika proizvoda
- Prikriveno oglašavanje
- PR agent
- Brand
- E-poslovanje
- Odnosi s javnošću
- Nova pravila marketinga i PR-a